# Mario Ochoa Vargas
Teófilo Mario Ochoa Vargas (Sicuani, 28 de diciembre de 1961) es un periodista y político peruano. Fue vicegobernador regional del Cusco desde enero del 2007 hasta diciembre del 2010 y congresista de la República en 2003 tras el fallecimiento de Daniel Estrada.

## Biografía
Nació en Sicuani, ubicado en el Departamento del Cusco, el 28 de diciembre de 1961.
Realizó sus estudios primarios y secundarios en su ciudad natal y los superiores en la Universidad Nacional San Antonio Abad del Cusco obteniendo el título de Licenciado en Ciencias de la Comunicación.

## Vida política
Su carrera política se inicia en las elecciones parlamentarias del 2001 como candidato al Congreso de la República en representación del Cusco por Unión por el Perú, sin embargo no resultó elegido.
En el año 2002 participó  como candidato a la alcaldía provincial de Canchis quedando en segundo lugar con el 23.622% de los votos de esa circunscripción.

### Congresista (2003-2006)
El 2 de abril del 2003, tras el fallecimiento del entonces congresista Daniel Estrada, Ochoa, quien era accesitario, fue convocado por el Jurado Nacional de Elecciones para ocupar el cargo y juramentó como congresista de la República para completar el periodo parlamentario 2001-2006.
Durante su labor legislativa, participó en un total de 129 proyectos de ley de las que 30 llegaron a ser aprobadas.

### Vicegobernador Regional del Cusco (2007-2010)
En las elecciones regionales del 2006, fue candidato a vicegobernador regional del Cusco junto a Hugo Gonzáles Sayán por el partido Unión por el Perú y fueron elegidos con 163,500 votos de las preferencias superando al exvicepresidente Máximo San Román.

## Controversias

### Condena por Tráfico de Influencias
En noviembre del 2011, Ochoa junto con Gonzáles Sayán fueron declarados culpables de los delitos de colusión y tráfico de influencias durante la entrega irregular de los trabajos de mantenimiento de 13 carreteras del departamento del Cusco a una empresa durante su mandato por lo que fue condenado a 7 años y 5 meses de prisión.
Ochoa, quien recibió una orden de prisión preventiva desde el 2009 y estuvo varios meses en calidad de prófugo de la justicia, cumplía prisión preventiva desde el mes de octubre y se mantuvo recluido en el Penal de Quencoro. Ochoa Vargas salió del penal el 15 de noviembre del 2016 tras cumplir su condena con beneficios.